# Canthium ferrugineum
Canthium ferrugineum är en måreväxtart som beskrevs av William Grant Craib. Canthium ferrugineum ingår i släktet Canthium och familjen måreväxter.
Artens utbredningsområde är Thailand. Inga underarter finns listade i Catalogue of Life.